# Mistrzostwa Polski w hokeju na lodzie (1932/1933)
Mistrzostwa Polski w hokeju na lodzie 1932/1933 – 6. edycja mistrzostw, rozegrana została w 1933 roku.

## Formuła
Mistrzostwa rozpoczęły się od turnieju zasadniczego, rozegranego w Krynicy. Turniej finałowy odbył się w Katowicach.

## Turniej zasadniczy

### Uczestnicy
- Sokół Kraków
- Cracovia
- Ognisko Wilno
- Pogoń Lwów
- ŁKS Łódź
- AZS Poznań
- Legia Warszawa
- AZS Warszawa

## Turniej finałowy
| Pogoń Lwów     | - | AZS Poznań | 2-0 |
| Legia Warszawa | - | AZS Poznań | 2-1 |
| Legia Warszawa | - | Pogoń Lwów | 0-0 |

W spotkaniu finałowym, pomimo zarządzonych dogrywek prowadzonych do godzin porannych następnego dnia żadnej z drużyn nie udało się zdobyć zwycięskiego gola.

### Tabela końcowa
| Lp. | Zespół         |
| --- | -------------- |
| 1   | Pogoń Lwów     |
| 1   | Legia Warszawa |
| 3   | AZS Poznań     |

      = Mistrz Polski

## Klasyfikacja medalowa po mistrzostwach
|    | Klub                                |   |   |   |
| -- | ----------------------------------- | - | - | - |
| 1. | AZS Warszawa                        | 5 | 0 | 0 |
| 2. | Legia Warszawa                      | 1 | 2 | 2 |
| 3. | Pogoń Lwów                          | 1 | 2 | 1 |
| 4. | Warszawskie Towarzystwo Łyżwiarskie | 0 | 1 | 0 |
| 5. | AZS Poznań                          | 0 | 0 | 2 |
| 6. | TKS Toruń                           | 0 | 0 | 1 |